# Werberówka
Werberówka – dawna część  wsi Laskówka Delastowska w Polsce, położona w województwie małopolskim, w powiecie dąbrowskim, w gminie Szczucin.
W latach 1975–1998 Werberówka administracyjnie należała do województwa tarnowskiego. Wierni kościoła rzymskokatolickiego należą do parafii Delastowice.
Nazwę zniesiono z 2023 r.